# Liste der Kulturdenkmäler in Lösnich
In der Liste der Kulturdenkmäler in Lösnich sind alle Kulturdenkmäler der rheinland-pfälzischen Ortsgemeinde Lösnich aufgeführt. Grundlage ist die Denkmalliste des Landes Rheinland-Pfalz (Stand: 10. August 2023).

## Denkmalzonen
| Bezeichnung                    | Lage                   | Baujahr | Beschreibung                                                          | Bild                           |
| ------------------------------ | ---------------------- | ------- | --------------------------------------------------------------------- | ------------------------------ |
| Denkmalzone Jüdischer Friedhof | südlich des Ortes Lage | 1883    | ummauertes Areal mit etwa 15 Grabsteinen des 19. und 20. Jahrhunderts | weitere Bilder Fotos hochladen |

## Einzeldenkmäler
| Bezeichnung                        | Lage                                                    | Baujahr                    | Beschreibung | Bild                           |
| ---------------------------------- | ------------------------------------------------------- | -------------------------- | --- | ------------------------------ |
| Wohnhaus                           | Breite Straße 9/11 Lage                                 | 1661 oder älter            | Fachwerkhaus, teilweise massiv, verputzt oder verkleidet, ehemaliges Hallenerdgeschoss, angeblich von 1661, eventuell älter                        | BW                             |
| Wohnhaus                           | Breite Straße 19 Lage                                   | 17. Jahrhundert oder älter | Fachwerkhaus, teilweise massiv, wohl aus dem 17. Jahrhundert oder älter                                                                            | Fotos hochladen                |
| Schloss der Grafen von Kesselstatt | Fährstraße 2 Lage                                       | 1683                       | ehemaliges Pfarrhaus, zuvor Schloss der Grafen von Kesselstatt; barocker Krüppelwalmdachbau, 1683                                                  | weitere Bilder Fotos hochladen |
| Villa                              | Gestade 15 Lage                                         | 1906                       | Winzervilla im Jugendstil, Walmdach, erbaut 1906, Architekt Bruno Möhring, Berlin                                                                  | Fotos hochladen                |
| Bildstock                          | Hauptstraße, an Nr. 16 Lage                             | 1659                       | Kreuzigungsbildstock, bezeichnet 1659 | Fotos hochladen                |
| Kapelle                            | Hauptstraße, hinter Nr. 16 auf dem Friedhof Lage        | 15. oder 16. Jahrhundert   | spätgotischer Chor der alten katholischen Pfarrkirche St. Anna; an der Kapelle: Kreuzigungsbildstock, 18. Jahrhundert; Grabkreuze, 18. Jahrhundert | weitere Bilder Fotos hochladen |
| Wohnhaus                           | Hauptstraße 20 Lage                                     | 1908                       | späthistoristischer Bruchsteinbau, teilweise Zierfachwerk, bezeichnet 1908                                                                         | Fotos hochladen                |
| Katholische Pfarrkirche St. Vitus  | Hauptstraße 43 Lage                                     | 1879/80                    | neugotischer Saalbau, 1879/80 | weitere Bilder Fotos hochladen |
| Bildstock                          | Hauptstraße, an Nr. 50 Lage                             | 1721                       | Kreuzigungsbildstock, bezeichnet 1721 | Fotos hochladen                |
| Wohnhaus                           | Hauptstraße 51 Lage                                     | 17. Jahrhundert            | straßenseitige Hälfte eines Wohnhauses, teilweise verkleidet, ehemaliges Hallenerdgeschoss, gekuppelte Fenster, 17. Jahrhundert                    | BW                             |
| Wohnhaus                           | Hauptstraße 61 Lage                                     | 17. oder 18. Jahrhundert   | Fachwerkhaus, teilweise massiv oder verkleidet, 17. oder 18. Jahrhundert                                                                           | BW                             |
| Wohnhaus                           | Herrengasse 6 Lage                                      | um 1900                    | Fachwerkhaus, teilweise massiv, Mansarddach, um 1900, im Kern älter                                                                                | BW                             |
| Wegekreuz                          | nördlich des Ortes am gegenüberliegenden Moselufer Lage | 1701                       | barocker Kreuzigungsbildstock, Rotsandstein, bezeichnet 1701                                                                                       | Fotos hochladen                |
| Waldkapelle                        | südlich des Ortes oberhalb der Weinberge Lage           | 1912                       | neugotischer Putzbau, 1912 | Fotos hochladen                |